# Carouge austral
Genre
Espèce
Statut de conservation UICN

 LC : Préoccupation mineure
Le Carouge austral (Curaeus curaeus), aussi appelé Quiscale austral, est une espèce d'oiseaux de la famille des ictéridés qui vit dans la partie australe de l’Amérique du Sud.

## Systématique
Depuis le déplacement du Carouge de Forbes (anciennement Curaeus forbesi, désormais Anumara forbesi), le Carouge austral est la seule espèce du genre Curaeus.
D'après la classification de référence (version 5.2, 2015) du Congrès ornithologique international, cette espèce est constituée des trois sous-espèces suivantes (ordre phylogénique) :
- C. c. curaeus (Molina, 1782) — Chili et Argentine ;
- C. c. recurvirostris Markham, 1971 — île Riesco ;
- C. c. reynoldsi (W. L. Sclater, 1939) — Terre de Feu.

## Description
Cet oiseau présente un très faible dimorphisme sexuel. Il mesure 26 à 28 cm de longueur avec un poids moyen de 110 grammes et son plumage, partie ventrale et dorsale, est noir sans séparation. Ses yeux sont sombres. Cette espèce possède un large bec noir et droit ainsi qu’une queue large également noire.

## Habitat
Cet oiseau peuple principalement les zones forestières ainsi que la forêt dense mais aussi presque tous les types d’habitats, à l’exception des zones complètement dépourvues d’arbres.  

## Nidification

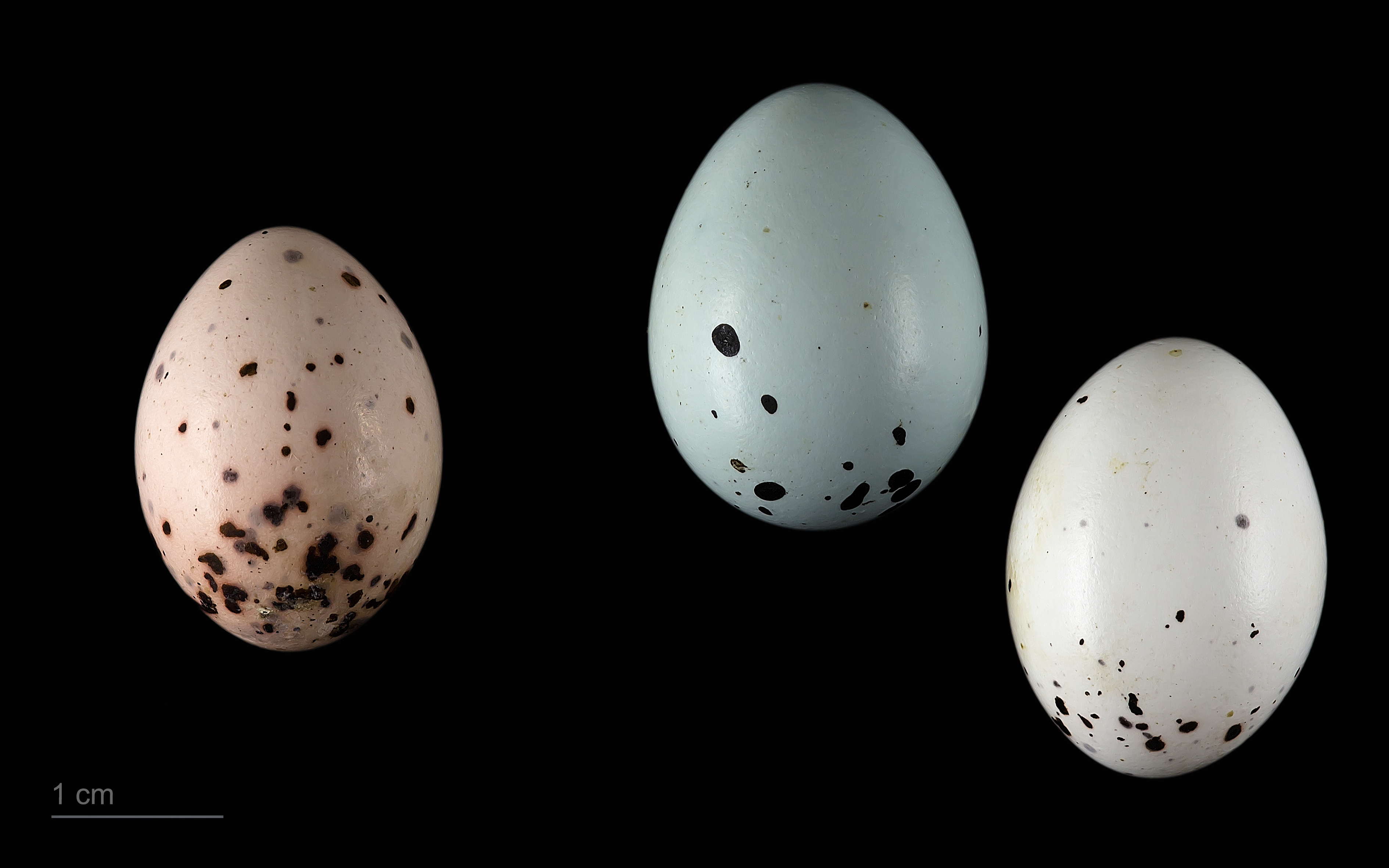
Œuf de Molothrus bonariensis dans une couvée de Curaeus curaeus - Muséum de Toulouse

Le nid est une coupe grossière faite de bâtonnets et de brindilles solidifiés avec de la boue.  Il est placé dans un buisson dense ou un arbre très feuillu généralement à moins de 2 m du sol.  Les œufs sont au nombre de 3 à 6.

## Comportement
Le carouge austral vocalise beaucoup et est grégaire, cherchant sa nourriture en petits groupes.  Il cherche sa nourriture autant dans les arbres qu’au sol.  Il aime le nectar, notamment des fleurs d’Eucalyptus et de puyas.  Il cause parfois certains dommages aux cultures de maïs et de blé.  Il pille fréquemment les nids d’autres passereaux, mangeant les œufs et les oisillons.

## Distribution

Carte de répartition de l'espèce.

Le carouge austral se retrouve au sud de l’Argentine et du Chili jusqu’en Terre de Feu ainsi que l’île des États.